# Short Springbok
El Short Springbok fue un biplano de reconocimiento biplaza totalmente metálico producido para el Ministerio del Aire británico en la década de 1920. En total, se construyeron seis aviones del diseño Springbok, pero ninguno entró en servicio en las fuerzas armadas.

## Diseño
El fuselaje del Springbok era una aerodinámica construcción monocasco montada en el ala inferior y que casi llenaba el espacio entre ambas alas. Las mismas eran de un solo vano, de envergadura y cuerda desiguales, construidas con largueros de acero con un recubrimiento de aluminio (S.3/3a Springbok)/tela (S.3b Chamois). Los alerones estaban sólo en el ala superior. Los dos tripulantes se sentaban en cabinas abiertas en tándem, con un recorte en el plano principal superior para la cabeza del piloto; el observador/artillero se sentaba detrás del mismo, justo detrás del ala superior. La unidad de cola constaba de una cola monoplano arriostrada cerca de la parte superior del fuselaje, con un solo empenaje y un timón. El tren de aterrizaje era del tipo de eje transversal, situado debajo del morro y complementado con un patín de cola en la parte trasera.

## Historia operacional

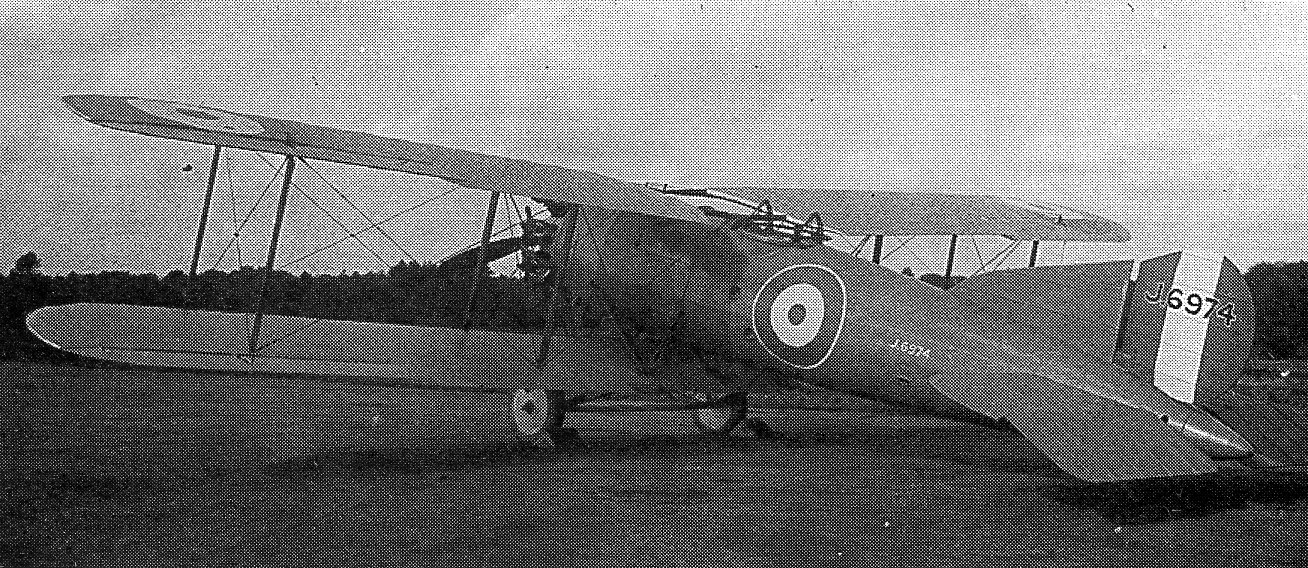
Springbok en Martlesham con alas recubiertas de tela.

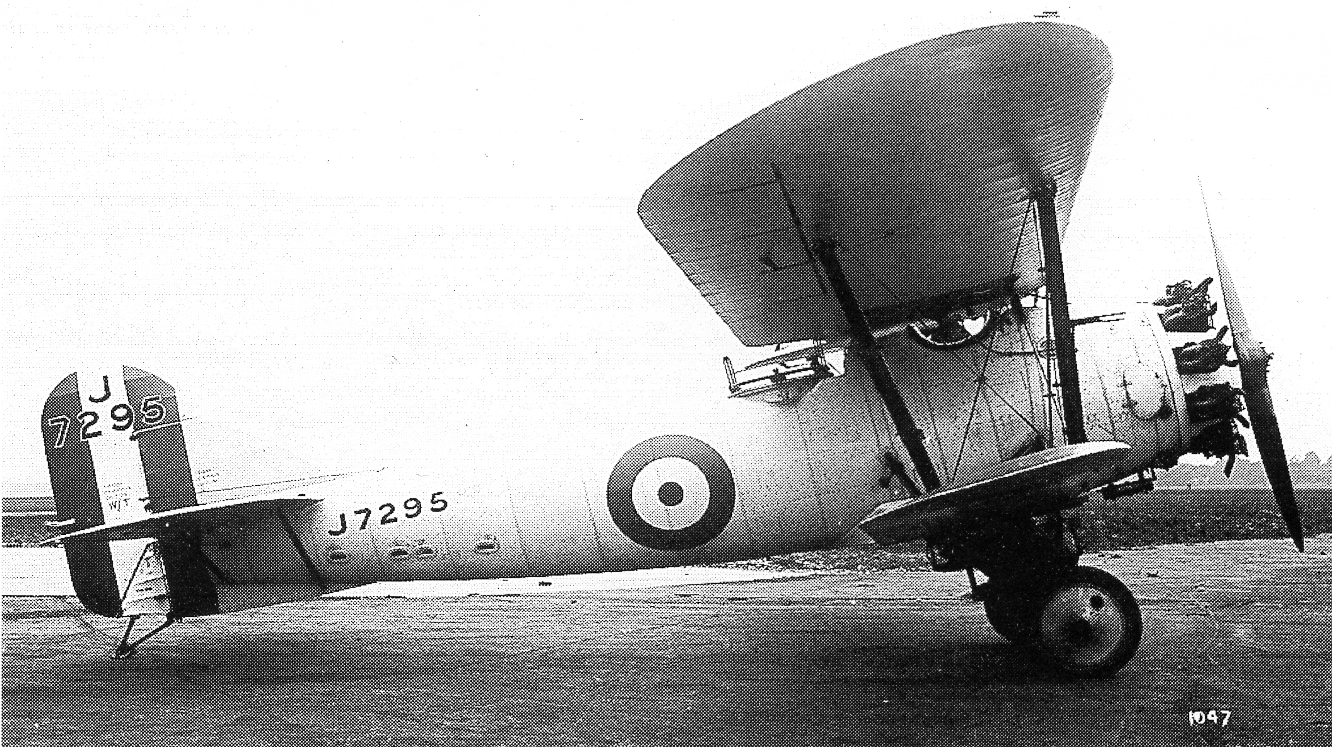
Short Chamois.

La historia del Springbok se remonta al pionero Short Silver Streak, totalmente metálico, que se exhibió en el Olympia Aero Show de 1920. El Ministerio del Aire había comprado el Silver Streak y lo había sometido a pruebas estructurales durante dos años en el R.A.E., Farnborough. Cuando, a su debido tiempo, el Ministerio del Aire emitió la Especificación 19/21 de "reemplazo del Bristol Fighter", Short Brothers fue contratado para entregar dos biplanos biplaza de reconocimiento S.3 Springbok I (J6974 y J6975). El 30 de noviembre de 1923, el segundo de los dos prototipos, el J6975, se estrelló cerca de Martlesham cuando entró en barrena poco después del despegue, muriendo el piloto. La causa fue determinada como el bloqueo del timón durante la entrada en barrena, por lo que se preparó un nuevo diseño de ala para el Springbok Mk. II, del que se encargaron seis ejemplares (posteriormente reducidos a tres) en 1924.
Propulsado por un motor radial Bristol Jupiter IV de 400 hp, el S.3 Springbok I era un avión totalmente metálico, con fuselaje monocasco de duraluminio y alas de dos vanos y de mismas envergaduras. El factor fuerza/peso de los planos principales era decepcionante y el Ministerio del Aire ordenó tres Springbok más con alas más ligeras recubiertas de tela, unidas directamente a la parte inferior del fuselaje, y un conjunto de cola rediseñado. El primero de estos S.3a Springbok II (matriculados J7295-J7297) fue volado por el piloto jefe de pruebas de Shorts, J. Lankester Parker, en la Isla de Grain, el 25 de marzo de 1925.
El S.3b Chamois se produjo en respuesta a la Especificación 30/24 (al igual que el Vickers Vespa). El fuselaje del primer Springbok II (J7295) se adaptó para albergar el más potente Jupiter VI de 450 hp. Su primer vuelo tuvo lugar en el aeródromo de Lympne el 14 de marzo de 1927, también pilotado por Lankester Parker.
Las pruebas, realizadas el 27 de abril de 1927 por el Establecimiento Experimental de Aviones y Armamento (A&AEE), entonces en Martlesham Heath, determinaron que su rendimiento era decepcionante y el único prototipo fue desguazado.

## Operadores
Reino Unido
- Establecimiento Experimental de Aviones y Armamento (A&AEE)

## Especificaciones (Springbok I)
Referencia datos: Shorts Aircraft since 1900

### Características generales
- Tripulación: Dos (piloto y observador)
- Longitud: 8,2 m (26,9 ft)
- Envergadura: 12,8 m (42 ft)
- Superficie alar: 43 m² (462,9 ft²)
- Peso cargado: 1851 kg (4079,6 lb)
- Planta motriz: 1× motor radial de 9 cilindros refrigerado por aire Bristol Jupiter IV.
  - Potencia: 317 kW (437 HP; 431 CV) [3]
- Hélices: Bipala de paso fijo

### Rendimiento
- Velocidad máxima operativa (Vno): 195 km/h (121 MPH; 105 kt)

### Armamento
- Ametralladoras: 

  - 1x Vickers de 7,7 mm frontal[4]
  - 1x Lewis de 7,7 mm en un anillo Scarff en la cabina trasera[4]

## Aeronaves relacionadas

### Desarrollos relacionados
- Short Silver Streak

### Secuencias de designación
- Secuencia S._ (interna de Short, posterior a 1921): S.1 - S.2 - S.3 - S.4 - S.5 - S.6 →